# Markus Lehnigk
Markus Lehnigk (* 21. Juli 1988 in Bad Muskau, DDR) ist ein ehemaliger deutscher Eishockeyspieler, der 20 Jahre lang beim ES Weißwasser / Lausitzer Füchsen spielte.

## Karriere
Markus Lehnigk begann seine Karriere als Eishockeyspieler in der Nachwuchsabteilung der Lausitzer Füchse, für die er von 2003 bis 2006 in der Deutschen Nachwuchsliga aktiv war. Anschließend gab der Angreifer in der Saison 2006/07 sein Debüt im professionellen Eishockey, als er in sieben Spielen für die Füchse in der 2. Bundesliga auf dem Eis stand. Den Großteil der Spielzeit verbrachte er jedoch mit einer Förderlizenz ausgestattet beim ELV Niesky in der viertklassigen Regionalliga. In den folgenden Jahren erarbeitete sich der Rechtsschütze einen Stammplatz in der Profimannschaft der Füchse, kam in der Saison 2008/09 jedoch auch zu neun Einsätzen für den Regionalligisten EHC Jonsdorfer Falken.
2015 beendete er seine Profi-Karriere, um sich auf sein Studium der Wirtschaftswissenschaften zu konzentrieren.

## Karrierestatistik
(Legende zur Spielerstatistik: Sp oder GP = absolvierte Spiele; T oder G = erzielte Tore; V oder A = erzielte Assists; Pkt oder Pts = erzielte Scorerpunkte; SM oder PIM = erhaltene Strafminuten; +/− = Plus/Minus-Bilanz; PP = erzielte Überzahltore; SH = erzielte Unterzahltore; GW = erzielte Siegtore; 1 Play-downs/Relegation; Kursiv: Statistik nicht vollständig)